# Mistrzostwa Europy w Piłce Siatkowej Mężczyzn 2021 (składy drużyn grupy A)
- Wiek na dzień 2 września 2021 roku.
- Przynależność klubowa na koniec sezonu 2020/2021 i na sezon 2021/2022.
- Zawodnicy oznaczeni symbolem  to kapitanowie reprezentacji.
- Legenda:
Nr – numer zawodnika
A – atakujący
L – libero
P – przyjmujący
R – rozgrywający
Ś – środkowy

## Belgia
Trener: Fernando Muñoz Benitez
Asystent: Jorge Rodríguez
| Nr | Imię i nazwisko      | Data urodzenia (wiek) | Wzrost (cm) | Klub (Sezon 2020/2021)   | Klub (Sezon 2021/2022) | Pozycja |
| -- | -------------------- | --------------------- | ----------- | ------------------------ | ---------------------- | ------- |
| 1  | Bram Van den Dries   | 14.08.1989 (32)       | 207         | PAOK Saloniki            | Panathinaikos Ateny    | A       |
| 2  | Hendrik Tuerlinckx   | 01.12.1987 (33)       | 195         | Knack Roeselare          | BDO Haasrode Leuven    | A       |
| 3  | Sam Deroo            | 29.04.1992 (29)       | 202         | Dinamo Moskwa            | Asseco Resovia Rzeszów | P       |
| 4  | Stijn D’Hulst        | 24.04.1991 (30)       | 187         | Knack Roeselare          | Knack Roeselare        | R       |
| 7  | Lennert Van Elsen    | 01.04.2001 (20)       | 202         | Caruur Volley Gent       | BDO Haasrode Leuven    | Ś       |
| 8  | Arno Van De Velde    | 30.12.1995 (25)       | 210         | VfB Friedrichshafen      | Knack Roeselare        | Ś       |
| 9  | Wout D’Heer          | 26.04.2001 (20)       | 202         | Lindemans Aalst          | Itas Trentino          | Ś       |
| 12 | Matthijs Verhanneman | 08.12.1988 (32)       | 198         | Knack Roeselare          | Knack Roeselare        | P       |
| 13 | Elias Thys           | 20.10.1998 (22)       | 201         | Greenyard Maaseik        | Greenyard Maaseik      | Ś       |
| 14 | Jelle Ribbens        | 17.03.1992 (29)       | 185         | Nice VB                  | Nice VB                | L       |
| 16 | Matthias Valkiers    | 08.04.1990 (31)       | 198         | United Volleys Frankfurt | BDO Haasrode Leuven    | R       |
| 17 | Tomas Rousseaux      | 31.03.1994 (27)       | 198         | Ślepsk Malow Suwałki     | GKS Katowice           | P       |
| 20 | Mathijs Desmet       | 28.01.2000 (21)       | 198         | Knack Roeselare          | Knack Roeselare        | P       |
| 26 | Martin Perin         | 22.11.2002 (18)       | 180         | VBC Waremme              | Greenyard Maaseik      | L       |

## Grecja
Trener: Dimitris Andreopulos
Asystent: Sotiris Amarianakis
| Nr | Imię i nazwisko         | Data urodzenia (wiek) | Wzrost (cm) | Klub (Sezon 2020/2021)  | Klub (Sezon 2021/2022)  | Pozycja |
| -- | ----------------------- | --------------------- | ----------- | ----------------------- | ----------------------- | ------- |
| 1  | Dimitris Zisis          | 02.04.1994 (27)       | 183         | Olympiakos Pireus       | Olympiakos Pireus       | L       |
| 2  | Giorgos Papaleksiu      | 28.08.1999 (22)       | 202         | PAOK Saloniki           | Foinikas Syros          | Ś       |
| 3  | Nikos Zupani            | 18.03.1989 (32)       | 202         | A.O.P. Kifissias        | Olympiakos Pireus       | A       |
| 6  | Konstandinos Stiwachtis | 22.05.1980 (41)       | 186         | Olympiakos Pireus       | Olympiakos Pireus       | R       |
| 7  | Giorgos Petreas         | 19.11.1986 (34)       | 201         | Stade Poitevin Poitiers | PAOK Saloniki           | Ś       |
| 9  | Menelaos Kokkinakis     | 21.01.1993 (28)       | 193         | PAOK Saloniki           | PAOK Saloniki           | L       |
| 10 | Rafail Kumendakis       | 05.05.1993 (28)       | 203         | PAOK Saloniki           | PAOK Saloniki           | P       |
| 11 | Stawros Kasambalis      | 01.06.1995 (26)       | 190         | Olympiakos Pireus       | Olympiakos Pireus       | R       |
| 12 | Teodoros Wulkidis       | 30.03.1996 (25)       | 200         | Olympiakos Pireus       | Stade Poitevin Poitiers | Ś       |
| 13 | Charalambos Andreopulos | 23.01.2001 (20)       | 192         | Panathinaikos Ateny     | Panathinaikos Ateny     | P       |
| 15 | Aleksandros Raptis      | 16.02.2000 (21)       | 198         | Panathinaikos Ateny     | Panathinaikos Ateny     | P       |
| 19 | Dimitris Muchlias       | 17.05.2001 (21)       | 198         | University of Hawaii    | University of Hawaii    | A       |
| 22 | Dimostenis Linardos     | 14.02.1997 (24)       | 204         | Foinikas Syros          | A.O.P. Kifissias        | Ś       |
| 77 | Atanasis Protopsaltis   | 12.09.1993 (27)       | 186         | Foinikas Syros          | Panathinaikos Ateny     | P       |

## Polska
Trener: Vital Heynen
Asystent: Michał Gogol
| Nr | Imię i nazwisko   | Data urodzenia (wiek) | Wzrost (cm) | Klub (Sezon 2020/2021)             | Klub (Sezon 2021/2022)             | Pozycja |
| -- | ----------------- | --------------------- | ----------- | ---------------------------------- | ---------------------------------- | ------- |
| 1  | Piotr Nowakowski  | 18.12.1987 (33)       | 206         | Projekt Warszawa                   | Projekt Warszawa                   | Ś       |
| 5  | Łukasz Kaczmarek  | 29.06.1994 (27)       | 204         | Grupa Azoty ZAKSA Kędzierzyn-Koźle | Grupa Azoty ZAKSA Kędzierzyn-Koźle | A       |
| 6  | Bartosz Kurek     | 29.08.1988 (33)       | 207         | Wolf Dogs Nagoya                   | Wolf Dogs Nagoya                   | A       |
| 9  | Wilfredo León     | 31.07.1993 (28)       | 201         | Sir Safety Conad Perugia           | Sir Safety Conad Perugia           | P       |
| 10 | Damian Wojtaszek  | 07.09.1988 (32)       | 180         | Projekt Warszawa                   | Projekt Warszawa                   | L       |
| 11 | Fabian Drzyzga    | 03.01.1990 (31)       | 196         | Asseco Resovia Rzeszów             | Asseco Resovia Rzeszów             | R       |
| 12 | Grzegorz Łomacz   | 01.10.1987 (33)       | 187         | PGE Skra Bełchatów                 | PGE Skra Bełchatów                 | R       |
| 13 | Michał Kubiak     | 23.02.1988 (33)       | 192         | Panasonic Panthers                 | Panasonic Panthers                 | P       |
| 14 | Aleksander Śliwka | 24.05.1995 (26)       | 196         | Grupa Azoty ZAKSA Kędzierzyn-Koźle | Grupa Azoty ZAKSA Kędzierzyn-Koźle | P       |
| 15 | Jakub Kochanowski | 17.07.1997 (24)       | 199         | Grupa Azoty ZAKSA Kędzierzyn-Koźle | Asseco Resovia Rzeszów             | Ś       |
| 16 | Kamil Semeniuk    | 16.07.1996 (25)       | 194         | Grupa Azoty ZAKSA Kędzierzyn-Koźle | Grupa Azoty ZAKSA Kędzierzyn-Koźle | P       |
| 17 | Paweł Zatorski    | 21.06.1990 (31)       | 184         | Grupa Azoty ZAKSA Kędzierzyn-Koźle | Asseco Resovia Rzeszów             | L       |
| 20 | Mateusz Bieniek   | 05.04.1994 (27)       | 210         | PGE Skra Bełchatów                 | PGE Skra Bełchatów                 | Ś       |
| 21 | Tomasz Fornal     | 31.08.1997 (24)       | 200         | Jastrzębski Węgiel                 | Jastrzębski Węgiel                 | P       |

## Portugalia
Trener: Hugo Silva
Asystent: João Santos
| Nr | Imię i nazwisko    | Data urodzenia (wiek) | Wzrost (cm) | Klub (Sezon 2020/2021) | Klub (Sezon 2021/2022)     | Pozycja |
| -- | ------------------ | --------------------- | ----------- | ---------------------- | -------------------------- | ------- |
| 1  | Miguel Sinfrónio   | 18.03.1999 (22)       | 194         | SL Benfica (U-21)      | Leixões SC                 | Ś       |
| 2  | Gil Pereira        | 21.02.1995 (26)       | 176         | Sporting CP            | Sporting CP                | L       |
| 3  | André Lopes        | 12.09.1982 (38)       | 193         | SL Benfica             | SL Benfica                 | P       |
| 4  | Filip Cveticanin   | 19.06.1996 (25)       | 201         | SC Espinho             | SC Espinho                 | Ś       |
| 5  | André Marques      | 10.04.2000 (21)       | 189         | Castêlo da Maia GC     | Castêlo da Maia GC         | P       |
| 6  | Alexandre Ferreira | 13.11.1991 (29)       | 203         | Seoul Woori Card Wibee | Seoul Woori Card Wibee     | P       |
| 7  | Ivo Casas          | 21.09.1992 (28)       | 180         | SL Benfica             | SL Benfica                 | L       |
| 8  | Tiago Violas       | 27.03.1989 (22)       | 193         | SL Benfica             | SL Benfica                 | R       |
| 9  | Marco Ferreira     | 04.10.1987 (33)       | 202         | Al Jazira Sport Club   |                            | A       |
| 10 | Phelipe Martins    | 02.03.1991 (30)       | 202         | Leixões SC             | Leixões SC                 | Ś       |
| 12 | Lourenço Martins   | 30.04.1997 (24)       | 196         | Tourcoing LM           | Saint-Nazaire VBA          | P       |
| 15 | Miguel Tavares     | 02.03.1993 (28)       | 191         | Cuprum Lubin           | Aluron CMC Warta Zawiercie | R       |
| 17 | José Andrade       | 21.08.1999 (22)       | 194         | Esmoriz GC             | Esmoriz GC                 | Ś       |
| 18 | Hugo Gaspar        | 02.09.1982 (39)       | 201         | SL Benfica             | SL Benfica                 | A       |

## Serbia
Trener: Slobodan Kovač
Asystent:  Milan Simojlović
| Nr | Imię i nazwisko         | Data urodzenia (wiek) | Wzrost (cm) | Klub (Sezon 2020/2021)  | Klub (Sezon 2021/2022)     | Pozycja |
| -- | ----------------------- | --------------------- | ----------- | ----------------------- | -------------------------- | ------- |
| 1  | Aleksandar Okolić       | 26.06.1993 (28)       | 205         | Olympiakos Pireus       |                            | Ś       |
| 2  | Uroš Kovačević          | 06.05.1993 (28)       | 197         | Beijing Baic Motors     | Aluron CMC Warta Zawiercie | P       |
| 4  | Nemanja Petrić          | 28.07.1987 (34)       | 205         | Leo Shoes Modena        | Biełogorje Biełgorod       | P       |
| 6  | Nikola Peković          | 06.03.1990 (31)       | 176         | SCM Zalău               |                            | L       |
| 7  | Petar Krsmanović        | 01.06.1990 (31)       | 206         | Kuzbass Kemerowo        | Kuzbass Kemerowo           | Ś       |
| 8  | Marko Ivović            | 22.12.1990 (30)       | 194         | Lokomotiw Nowosybirsk   | Dinamo-LO                  | P       |
| 9  | Nikola Jovović          | 13.02.1992 (29)       | 197         | Spacer's de Toulouse    | Dinamo-LO                  | R       |
| 12 | Pavle Perić             | 07.08.1998 (23)       | 207         | OK Vojvodina Nowy Sad   | Olympiakos Pireus          | P       |
| 14 | Aleksandar Atanasijević | 04.09.1991 (29)       | 200         | Sir Safety Perugia      | PGE Skra Bełchatów         | A       |
| 16 | Dražen Luburić          | 02.11.1993 (27)       | 202         | Lokomotiw Nowosybirsk   | Lokomotiw Nowosybirsk      | A       |
| 17 | Neven Majstorović       | 17.03.1989 (32)       | 192         | LUK Politechnika Lublin | OK Radnički Kragujevac     | L       |
| 18 | Marko Podraščanin       | 29.08.1987 (34)       | 204         | Itas Trentino           | Itas Trentino              | Ś       |
| 20 | Srećko Lisinac          | 17.05.1992 (29)       | 205         | Itas Trentino           | Itas Trentino              | Ś       |
| 21 | Vuk Todorović           | 23.04.1998 (23)       | 190         | OK Vojvodina Nowy Sad   | ACH Volley Lublana         | R       |

## Ukraina
Trener: Uģis Krastiņš
Asystent: Władysław Łazarczuk
| Nr | Imię i nazwisko     | Data urodzenia (wiek) | Wzrost (cm) | Klub (Sezon 2020/2021)    | Klub (Sezon 2021/2022)    | Pozycja |
| -- | ------------------- | --------------------- | ----------- | ------------------------- | ------------------------- | ------- |
| 3  | Dmytro Wijecki      | 19.02.1998 (23)       | 202         | ASK Niżny Nowogród        | Epicentr-Podolany Horodok | A       |
| 5  | Ołeh Płotnycki      | 05.06.1997 (24)       | 195         | Sir Safety Conad Perugia  | Sir Safety Conad Perugia  | P       |
| 6  | Maksym Drozd        | 05.08.1991 (30)       | 208         | Barkom-Każany Lwów        | Epicentr-Podolany Horodok | Ś       |
| 7  | Horden Browa        | 08.04.1991 (30)       | 190         | Barkom-Każany Lwów        | Epicentr-Podolany Horodok | L       |
| 8  | Dmytro Teriomenko   | 01.02.1987 (34)       | 200         | Indykpol AZS Olsztyn      | Tours VB                  | Ś       |
| 9  | Wołodymyr Ostapenko | 28.07.1998 (23)       | 198         | Epicentr-Podolany Horodok | Epicentr-Podolany Horodok | Ś       |
| 10 | Jurij Semeniuk      | 12.05.1994 (27)       | 210         | Barkom-Każany Lwów        | Epicentr-Podolany Horodok | Ś       |
| 11 | Władysław Didenko   | 29.09.1992 (28)       | 190         | Epicentr-Podolany Horodok | Epicentr-Podolany Horodok | R       |
| 12 | Denys Fomin         | 21.07.1986 (35)       | 177         | Epicentr-Podolany Horodok | Epicentr-Podolany Horodok | L       |
| 14 | Illa Kowalow        | 31.08.1996 (25)       | 198         | Barkom-Każany Lwów        | Gazprom-Jugra Surgut      | P       |
| 15 | Witalij Szczytkow   | 25.11.1991 (29)       | 188         | RTU Robežsardze/Jūrmala   | Żytyczi-PNU Żytomierz     | R       |
| 17 | Tymofij Połujan     | 10.01.1998 (23)       | 198         | Al Ain Club               | Sorgun Belediyespor       | P       |
| 18 | Jan Jereszczenko    | 06.04.1990 (31)       | 197         | Jenisiej Krasnojarsk      | Jenisiej Krasnojarsk      | P       |
| 20 | Wołodymyr Sydorenko | 05.10.1988 (32)       | 208         | Epicentr-Podolany Horodok | Epicentr-Podolany Horodok | A       |